# Roncus vitalei
Espèce
Roncus vitalei est une espèce de pseudoscorpions de la famille des Neobisiidae endémique de Serbie.

## Distribution
Cette espèce est endémique de Serbie. Elle se rencontre à Maskova dans la grotte Pečina u Arsovića Kršu.

## Publication originale
- Ćurčić, Dimitrijević & Ćurčić, 2003 : A new cave pseudoscorpion (Neobisiidae: Pseudoscorpiones), from the Balkan Peninsula. Periodicum Biologorum, vol. 105, no 2, p. 167-170.